# みんないい女
「みんないい女」（みんないいおんな）は、2004年4月1日に発売された瀬川瑛子のシングルである。

## 解説
- 作曲は円広志、瀬川の作品には今回が初参加となる。

## 収録曲
1. みんないい女 (4分30秒)
  - 作詞：かず翼、作曲：円広志、編曲：竜崎孝路
2. 女ざかり (4分6秒)
  - 作詞：伊丹れい、作曲：新井利昌、編曲：今泉敏郎
3. みんないい女（カラオケ） (4分30秒)
4. 女ざかり（カラオケ） (4分3秒)